# Radovi Zavoda za hrvatsku povijest
Radovi Zavoda za hrvatsku povijest Filozofskog fakulteta Sveučilišta u Zagrebu su godišnjak koji od 1971. objavljuje istraživačke, teorijske i metodologijske radove iz povijesti i srodnih znanosti. Uredništvo prima radove pisane na hrvatskom ili na engleskom jeziku. Radovi se svrstavaju u sljedeće kategorije: 
- izvorni znanstveni rad sadržava još neobjavljene rezultate znanstvenih istraživanja
- pregledni rad daje cjelovit pregled nekog područja ili problema na temelju već publiciranog materijala
- prethodno priopćenje sadržava preliminarne rezultate opširnijih istraživanja koji zahtijevaju brzo objavljivanje
- stručni rad donosi rezultate obrade podataka poznatim metodama ili jednostavno prenosi informacije bez originalnih pogleda ili novih spoznaja
- građa

## Vanjske povezice
- Službene stranice
- Digitalizirani brojevi na portalu HRČAK